# Der Sohn des Scheik
Der Sohn des Scheik (Originaltitel: Los amantes del desierto)  ist ein spanisch-italienischer Abenteuerfilm, der unter fünf verschiedenen Regisseuren nach dem Script von sechs Drehbuchautoren entstand. Deutsche Erstaufführung war am 6. Dezember 1957.

## Handlung
Der Despot Ibrahim ergreift die Macht im Königreich Maktar; bei einer Schlacht fallen der rechtmäßige Herrscher Scheich Omar und dessen Sohn Ali. Nun will er die Bevölkerung und die Beduinenstämme unter Kontrolle bringen – notfalls mit Terror. Der totgeglaubte Prinz Ali sucht bei den Stämmen um Hilfe und plant Angriffe auf Ibrahims Karawanen zur Beschaffung von Lebensmitteln und Waffen. Einer seiner Überfälle trifft eine Karawane, die hauptsächlich aus Frauen besteht. Eine von ihnen stellt sich ihm als Fatima, eine Sklavin und Tänzerin aus Ibrahims Harem vor. Ali lässt die Frauen abziehen. Fatima kehrt zu Ibrahim zurück, wo sich erweist, dass sie in Wahrheit dessen Tochter Aminah ist.
Eines Tages entdeckt Aminah vom Fenster des Harems aus auf dem Markt von Maktar den jungen Ali wieder, der sich als Vogelhändler ausgibt. Sie konfrontiert ihn auf der Straße, doch zwischen den beiden zeigt sich eine gegenseitige Anziehung, sodass Aminah darauf verzichtet Ali zu enttarnen. Kurz darauf tötet Ali einen der Handlanger Ibrahims. In der Nacht verschafft er sich Zugang zur Festung und befreit Mitstreiter aus dem Gefängnis. Ibrahim lässt daraufhin schwere Strafen verhängen. Aminah eilt zu Ali, um ihn vor Ibrahim und seinem Lakaien Selim zu schützen, doch Ali lehnt ihre Hilfe ab. Obwohl beide sich lieben, offenbaren sie voreinander nicht ihre jeweils wahre Identität.
Die Stämme drängen Ali zum Handeln, doch dieser sieht den Zeitpunkt noch nicht gekommen und schleicht sich in Ibrahims Palast. Es gelingt Ali das heilige Krummschwert zu entwenden, die prestigeträchtige Waffe des legitimen Herrschers von Maktar, doch wird er enttarnt und verwundet. Aminah erfährt so auch, dass es sich bei Ali in Wahrheit um den Sohn des Scheichs handelt, den ihr Vater entthronen und töten ließ. Ali gelangt zu seinen Verbündeten und wird von der Beduinin Suleika gesund gepflegt, die kurz darauf jedoch von Ibrahims Männern gefangen genommen und gefoltert wird. Ibrahim verkündet die Verlobung von Aminah und Selim, doch Aminah will die Entscheidung ihres Vaters nicht akzeptieren.
Um die Wogen zu glätten, schickt Ibrahim seine Tochter mit einer Karawane aus der Stadt heraus – die Karawane wird jedoch von Alis Verbündeten abgefangen und Aminah zu ihm als Gefangene gebracht, wodurch er auch ihre Identität enthüllt. Ali ist erzürnt und von Rachedurst gegenüber Ibrahim getrieben, während Aminah nur an ihrer Liebe zu Ali interessiert ist, doch Ali erklärt, sie dürften sich nicht lieben, da er geschworen habe, ihren Vater zu töten. Ali schickt Aminah zurück nach Maktar, wo Selim ihr einflüstert, dass die von ihr nun freigelassene Suleika Alis Geliebte ist – in Wahrheit liebt lediglich Suleika Ali. Durch Aminahs Emotionalität offenbart sie Selim, dass sie Ali liebt. Dieser stellt seinem Rivalen nun eine Falle, in die dieser und Suleika prompt tappen, wobei Suleika durch einen Pfeilschuss schwer verwundet wird und beide von Selim gefangen genommen werden. Im Palast offenbart Suleika vor ihrem Ableben Aminah, dass Ali nur sie liebt. Daraufhin verhilft Aminah Ali zur Flucht, doch Selim erfährt, dass sie es war. Als Ibrahim dazustößt, offenbart Selim seine Machtgier, woraufhin es zu einem Kampf mit Ibrahim kommt, der daraufhin von Selim erstochen wird. Selim sperrt daraufhin Aminah in den Kerker.
Ali zieht mit einem Heer nun gegen Selim, der in Maktar die Macht übernommen hat. Es kommt zur Schlacht. Ali tötet Selim und befreit Aminah. Das wiedervereinigte Paar heiratet und herrscht fortan über Maktar.

## Kritik
„Grellbuntes, blutrünstiges Orientspektakel.“

## Sonstiges
- Der Film war als Paradebeispiel eines Abenteuerfilms geplant und ausgestattet, unterlag jedoch während der Drehzeit schweren finanziellen und unvorhergesehenen Schwierigkeiten, was die vielen Regisseure, Drehbuchentwürfe und die etwas sprunghafte Story erklärt.
- Viele Szenen wurden 1956 in Ägypten gedreht, etwa vor der den Pyramiden von Gizeh und der Muhammad-Ali-Moschee in Kairo. Mit dem Ausbruch der Sueskrise musste die Hauptdarstellerin Carmen Sevilla über Jordanien fliehen.[2]
- Der Rest der Außenaufnahmen entstand während vier Monaten in Spanien, die Innenszenen in italienischen Studios.
- Farbunstimmigkeiten treten durch die Verwendung dreier unterschiedlicher Farbsysteme auf.